# دودا (لاعب كرة قدم)

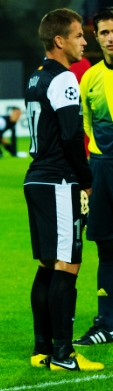

سيرجيو باولو باربوسا فالنتي (بالبرتغالية: Sérgio Paulo Barbosa Valente‏)، من مواليد 27 يونيو 1980 في لشبونة في البرتغال، لاعب كرة قدم برتغالي.
بدأ مسيرته الكروية مع نادي فيتوريا في موسم 1998/1999، وفي عام 1999 انتقل إلى نادي قادش الإسباني، ولعب معهم حتى عام 2001، وشارك معهم في 36 مباراة وسجل 13 هدف، وفي موسم 2001/2002 انتقل إلى نادي ملقا الإسباني، ولعب معهم 9 مباريات وسجل هدف واحد، وفي موسم 2002/2003 انتقل إلى نادي ليفانتي الإسباني، ولعب معهم 19 مباراة وسجل هدفين، وفي عام 2003 انتقل إلى نادي ملقا الإسباني، ولعب معهم حتى عام 2006، وشارك معهم في 84 مباراة وسجل 12 هدف، ومنذ عام 2006 وهو يلعب مع نادي إشبيلية. ثم عاد ليلعب لنادي مالقا من 2009 إلى الآن

## وصلات خارجية
- دودا على موقع الاتحاد الدولي (مؤرشف)  (الإنجليزية)
- دودا على موقع الاتحاد الأوربي (الإنجليزية)
- دودا على موقع قاعدة بيانات كرة القدم.إي يو (الإنجليزية)
- دودا على موقع ليكيب (الفرنسية)
- دودا على موقع ناشيونال فوتبول تيمز (الإنجليزية)
- دودا على موقع Soccerway.com (الإنجليزية)
- دودا على موقع عالم كرة القدم.نت (الإنجليزية)
- دودا على موقع كووورة
- دودا على موقع AS.com (الإسبانية)